# Giusto Dacci
Giusto Severo Pertinace Dacci (Parma, 1º settembre 1840 – Parma, 5 aprile 1915) è stato un compositore e docente di musica italiano.

## Biografia
Dal 1851 studiò alla Regia Scuola di Musica della propria città natale. Presso l'istituto fu allievo di pianoforte con Riccardo Grunter e Giovanni Rossi, diplomandosi nel 1860 con il massimo dei voti. Nel gennaio del 1862, morì l'insegnante di pianoforte e venne così nominato supplente fino al 1864, quando gli fu data la cattedra di armonia. Nel 1875, fu nominato direttore e docente di composizione. Nel 1888, con la soppressione della scuola e della fondazione dell'attuale Conservatorio, Dacci mantenne il suo posto di docente,  mentre Giovanni Bottesini divenne direttore. Ebbe allievo di composizione il giovane Arturo Toscanini.
Dacci pubblicò un metodo completo per il solfeggio, ancora oggi molto noto e usato.
In occasione del centenario della sua morte nel 2015 venne istituito dall'omonimo Comitato in collaborazione con il Liceo Musicale Attilio Bertolucci di Parma, il Premio Giusto Dacci, che si svolge annualmente presso il Circolo di Lettura e Conversazione di Parma.
A Parma, sua città natale, è inoltre presente una strada a lui intitolata. La strada è in quartiere Cittadella.